# المتدربون
المتدربون هو دراما سينمائية لعام 1962، الذي لعب بطولته مايكل كالان وكليف روبرتسون. هذا الفيلم هو ميلودراما الطبية التي تنذر العديد من البرامج التلفزيونية مماثلة لمتابعة. انها تركز على الصراعات الشخصية والمهنية للمتدربين الطبي الشباب تحت وصاية من كبار الجراحين، تيلي سافالاس بادي إبسن
وأعقب الفيلم
تحت الوصاية عام 1964، والمتدربون الجديدة، و1970-1971 التلفزيون سلسلة الدراما الطبية، والمتدربين، التي كانت تقوم على الأفلام

## روابط خارجية
- المتدربون على موقع IMDb (الإنجليزية)
- المتدربون على موقع روتن توميتوز (الإنجليزية)
- المتدربون على موقع نتفليكس (الإنجليزية)
- المتدربون على موقع ألو سيني (الفرنسية)
- المتدربون على موقع Turner Classic Movies (الإنجليزية)
- المتدربون على موقع أول موفي (الإنجليزية)
- المتدربون على موقع فيلمافينيتي (الإسبانية)
- المتدربون على موقع قاعدة بيانات الأفلام السويدية (السويدية)
- المتدربون على موقع قاعدة بيانات الفيلم (الإنجليزية)
- المتدربون على موقع ليتربوكسد (الإنجليزية)